# 我谷ダム
我谷ダム（わがたにダム）は、石川県加賀市山中温泉我谷町、二級河川、大聖寺川本流上流域に建設されたダムである。

## 概要
ダムの天端を国道364号が通り、石川県道153号我谷今立塔尾線の起点でもある。2006年（平成18年）には上流に九谷ダムが竣工している。
ダム湖名は富士写ヶ岳の麓にあることから富士写湖（ふじしゃのうみ）。冨士写ヶ岳への登山口の3つの内の1つ我谷登山口はダム湖に架かるハンガーロープ式吊り橋である我谷吊橋を渡る。
湛水により水没した我谷集落では、栗の木を削った「我谷盆（わがたぼん）」という独自の民具が作られていた。集落の消滅とともに製法は一時途絶えたが、木工家の森口信一が復元した。
1970年5月、コンクリート詰めにされた事業家の遺体がダムで発見される事件が発生。後日、犯人が逮捕された。

## ギャラリー

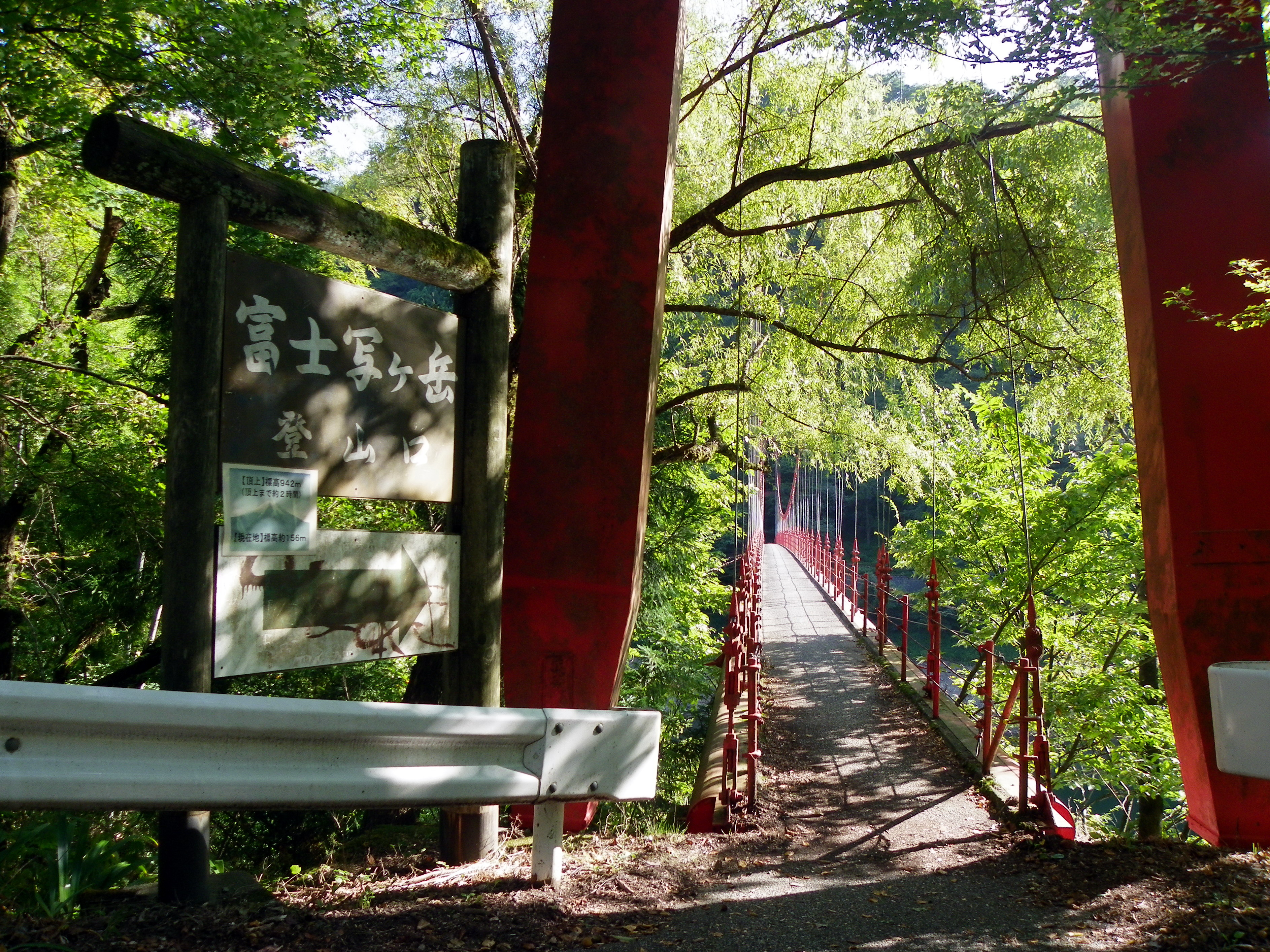
我谷吊橋
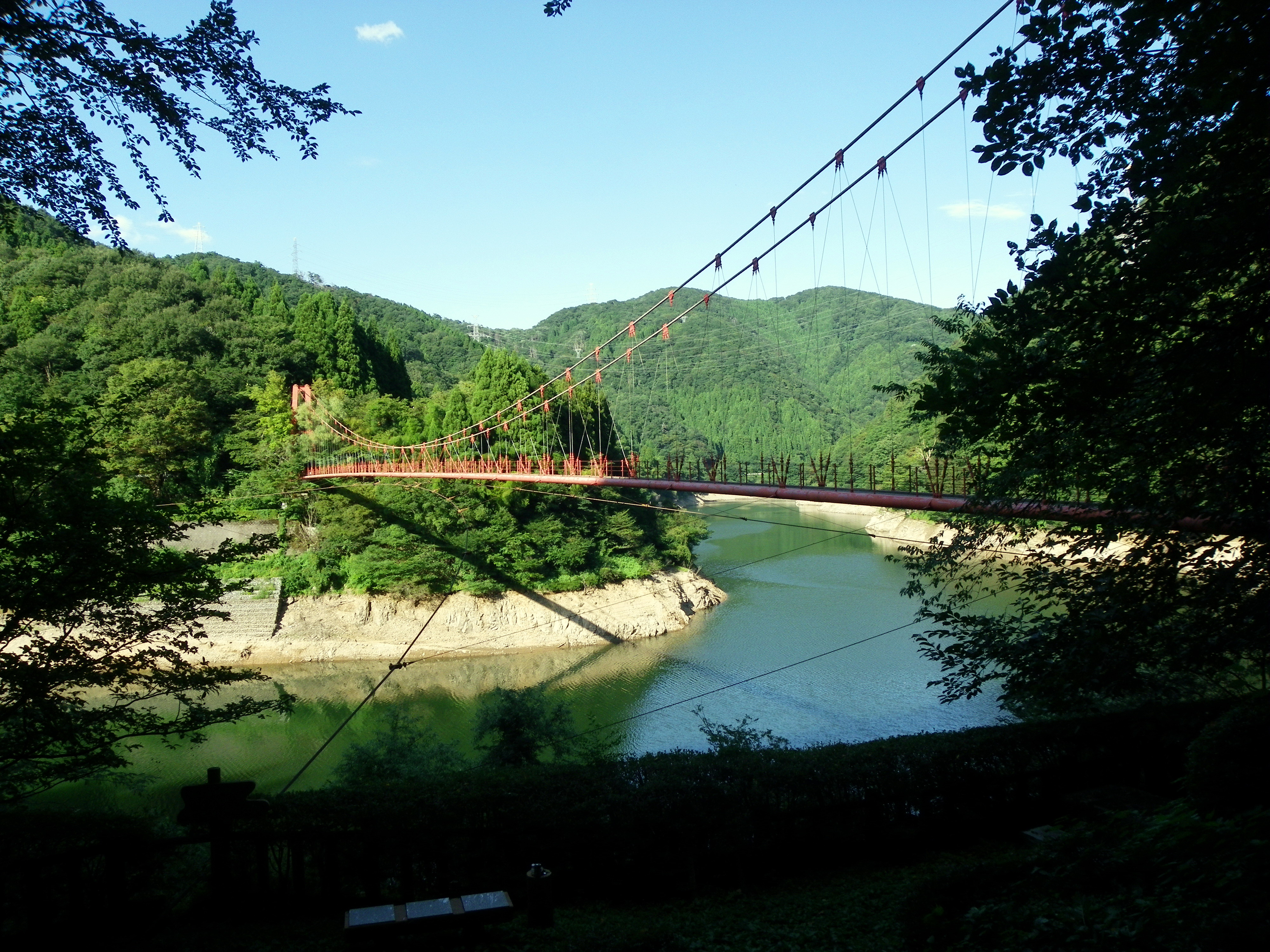
我谷吊橋（渡り切ったところから振り返って）
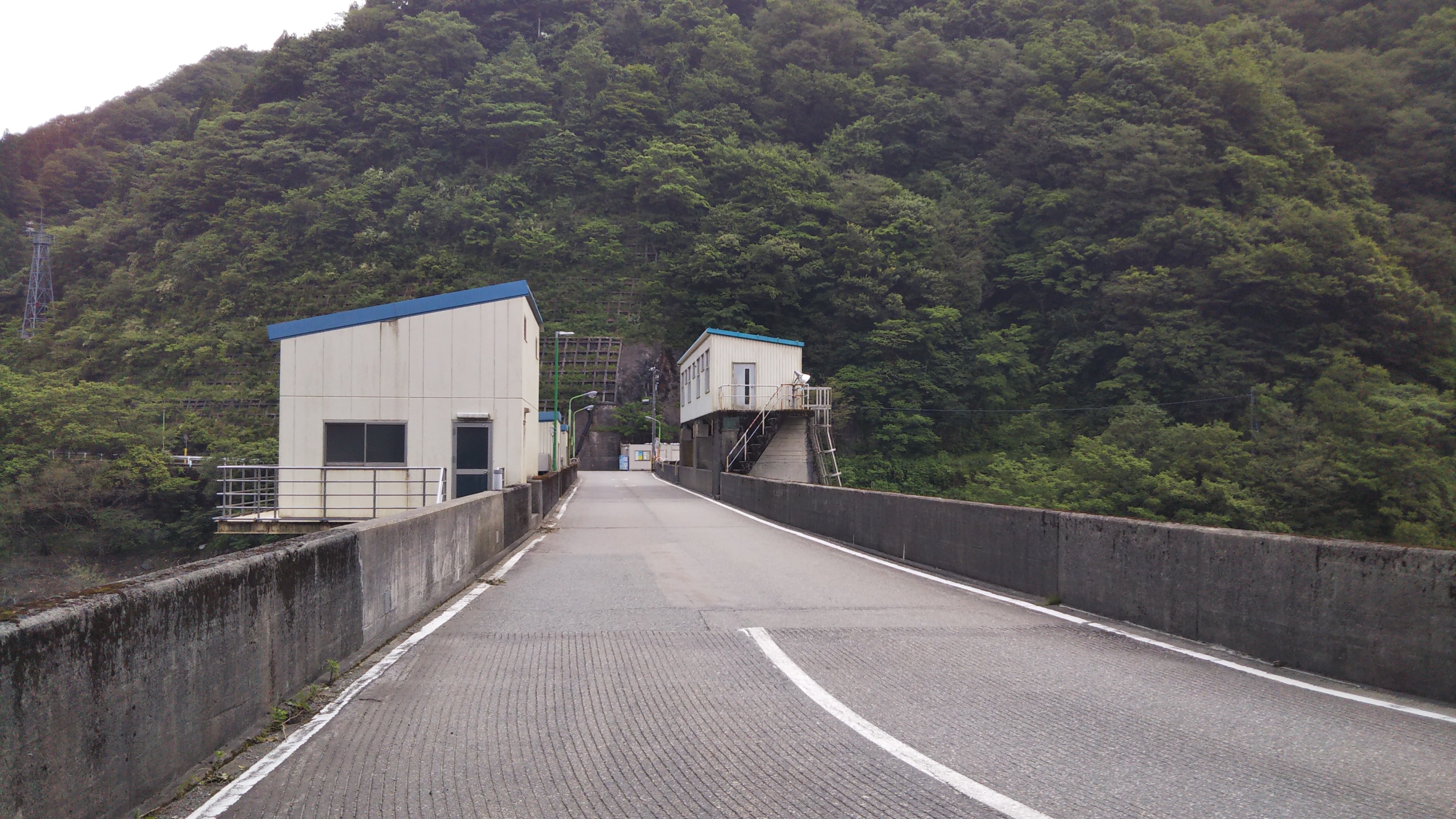
我谷ダムの堰堤上を通る国道364号